# Szczawno-Ciemnice
Szczawno-Ciemnice – przystanek osobowy i mijanka a dawniej stacja kolejowa w Szczawnie na linii kolejowej nr 358 Zbąszynek – Gubin, w województwie lubuskim w Polsce. Przystanek został zamknięty w 2002 roku, ponownie otwarty w lipcu 2008.
Od sezonowego rozkładu jazdy obowiązującego od 12 czerwca 2022 roku przystanek nosi nazwę Szczawno-Ciemnice.

## Wymiana pasażerska
| Rok  | Wymiana pasażerska na dobę |
| ---- | -------------------------- |
| 2017 | –                          |
| 2022 | 0-9                        |